# Gabriel Rabinovich

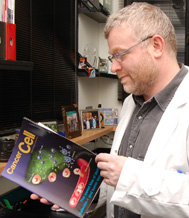
Dr. Gabriel Rabinovich en el laboratorio del IByME

Gabriel Adrián Rabinovich (Córdoba, 11 de enero de 1969) es un bioquímico y Doctor en Ciencias Químicas argentino. Es reconocido por el descubrimiento de mecanismos de escape tumoral y de regulación de la respuesta inflamatoria, que permitieron el diseño de nuevos agentes terapéuticos en cáncer y enfermedades autoinmunes basados en la modulación de la interacción entre galectinas y glicanos. Se desempeña como investigador superior del CONICET y Profesor Titular Regular Plenario de la Facultad de Ciencias Exactas y Naturales de la Universidad de Buenos Aires.
Desde 2016 es Miembro Asociado Extranjero de la Academia Nacional de Ciencias de Estados Unidos (NAS), y desde 2022 miembro de la Organización Europea de Biología Molecular (EMBO). También es Miembro de la Academia de Ciencias del Mundo en Desarrollo (TWAS), de la Academia de Ciencias de América Latina, de la Academia de Ciencias Argentina y de la Academia de Ciencias Exactas, Físicas y Naturales (ANCEFN) de Argentina.

## Biografía
Rabinovich nació en el barrio Villa Cabrera de la ciudad de Córdoba Argentina y su vida giró alrededor de la farmacia de sus padres. Durante su infancia, uno de sus juegos favoritos era organizar los medicamentos en los estantes y atender al público. Siempre fue un niño muy curioso y tímido. Cursó sus estudios primarios y secundarios en el Instituto General José de San Martín de Córdoba Capital, le atraían las materias humanísticas. 
Se graduó como bioquímico en la Facultad de Ciencias Químicas de la Universidad Nacional de Córdoba en 1993. Posteriormente, comenzó el doctorado en Ciencias Químicas, enfocado en el área de Inmunología en la misma facultad. Durante 1997 realizó una estancia en Londres (Kennedy Institute of Rheumatology, Imperial College) y otra en Rehovot (Weizmann Institute of Science) donde se entrenó en terapia génica e inmunología molecular. En 1999 defendió su tesis doctoral. 
En 1999 se trasladó a Buenos Aires donde comenzó a trabajar en el Hospital de Clínicas “José de San Martín” entre los años 1999 y 2006.
Desde 2007 forma parte del Instituto de Biología y Medicina Experimental, dependiente del Consejo de Investigaciones Científicas y Técnicas (CONICET). En este instituto se desempeña como director del Laboratorio de Glicomedicina.Además es profesor titular Regular de la Facultad de Ciencias Exactas y Naturales de la Universidad de Buenos Aires. Desde estas instituciones ha formado numerosos discípulos: más de 25 tesis doctorales finalizadas bajo su dirección y  un gran número de becarios posdoctorales e investigadores asociados a su cargo. 
Sus estudios han logrado identificar y develar la función de galectinas, proteínas conservadas a través de la evolución, en el sistema inmunológico y su protagonismo en el desarrollo de cáncer y enfermedades autoinmunes. 
El impacto de su trabajo, reflejado en más de 300 publicaciones en revistas reconocidas entre ellas Cell, Immunity, Nature, Nature Medicine, Nature Immunology, Cancer Cell, Journal of Experimental Medicine, Science Advances y Proceedings National Academy of Science; han sentado las bases de desarrollos científicos y tecnológicos en diferentes laboratorios del mundo. En 2019 ha sido destacado por la revista Immunity como una de las "25 voces líderes" para delinear el futuro de la Inmunologíay la revista Cell lo convocó para su 50 Aniversario.
Es miembro del Comité Editorial de 16 revistas científicas reconocidas, incluidas Cancer Immunology Research, Glycobiology, Oncoimmunology, Cancer Immunology and Immunotherapy, Cell Death and Differentiation, Cell Death and Disease entre otras. Es Editor Asociado de Journal of Immunotherapy of Cancer y recientemente ha sido designado Editor Asociado de Science Adv (American Association for the Advancement of Sciences AAAS). Ha dictado más de 400 conferencias y su trabajo fue financiado por agencias nacionales e internacionales incluidos la National Multiple Sclerosis (EE. UU.), la Wellcome Trust (Reino Unido), el Cancer Research Institute (EE.UU), el National Cancer Institute (NCI) y National Institutes of Health  (EE. UU.), la Mizutani Foundation for Glycosciences (Japón), la Kenneth Rainin Foundation (EE. UU.), la Richard Lounsbery Foundation (EE.UU), la Agencia Nacional de Promoción Científica y Tecnológica (Argentina), el CONICET (Argentina) y las Fundaciones Sales y Bunge y Born (Argentina). 
Es Profesor Visitante de varias universidades extranjeras. Ha recibido numerosas distinciones, incluyendo el Karl Meyer Lectureship Award, la mayor distinción otorgada por la Society for Glycobiology (USA, 2022) el Premio Investigador de la Nación Argentina al investigador más destacado, el Premio Konex Platino al mejor de la década en Ciencias Biomédicas Básicas (2013) y el Premio Consagración de la Academia de Ciencias Exactas y Naturales (2018)y el Premio Konex Brillante al científico más destacado de la década de la Argentina compartido con la Dra. Sandra Diaz.
Gabriel Rabinovich ha sido destacado durante los años 2022 y 2023 entre el 2% de los científicos mundiales, según el ranking de la Universidad de Stanford.

## Aporte
El trabajo de Rabinovich y su equipo refleja una línea de investigación inédita  que ha impactado profundamente en la ciencia argentina, permitiendo el establecimiento y consolidación de nuevos equipos de trabajo en diferentes laboratorios. Sus estudios han permitido identificar novedosos mecanismos moleculares protagonizados por las galectinas. Estas proteínas endógenas, conservadas a través de la evolución, son responsables de traducir información bioquímica almacenada en glicanos en programas regulatorios capaces de controlar la respuesta inmune innata y adaptativa, y la vascularización de tumores. Sus hallazgos han abierto nuevas posibilidades en el diseño de estrategias terapéuticas innovadoras, para alteraciones inflamatorias autoinmunes, neurodegenerativas, cardiovasculares y cáncer.
Desde el punto de vista de transferencia, sus estudios dieron lugar a la generación de un importante número de patentes en EE. UU., Europa y Argentina, muchas de ellas ya aprobadas, que permitieron la creación de plataformas tecnológicas dirigidas al desarrollo de nuevos fármacos para el tratamiento de cáncer y enfermedades autoinmunes. Estas plataformas le permitieron fundar la empresa de base tecnológica Galtec cuya misión es transferir los descubrimientos realizados y brindar nuevas oportunidades a pacientes.

### Descubrimiento de la Galectina-1 (Gal-1)
Su investigación busca comprender la compleja relación entre el sistema inmunológico y el cáncer. Su trabajo permitió  descubrir cómo y por qué el sistema inmune no identifica al tumor como extraño y por qué no lo ataca. Observó que el tumor produce una proteína -la  galectina 1 (Gal-1)-  que ataca a los linfocitos del sistema inmune, y demostró que, si se bloquea dicha galectina, disminuye considerablemente la capacidad inmunosupresora del cáncer. En consecuencia, el sistema inmune se potencia y el tumor reduce su crecimiento. Este descubrimiento abre las posibilidades de un nuevo blanco terapéutico en cáncer. A su vez demostró que esta proteína permite restaurar la tolerancia inmunológica y la homeostasis de tejidos, suprimiendo de esta manera respuestas inflamatorias crónicas y autoinmunes.
Es cofundador de la empresa de base tecnológica "Galtec Life" destinada a llevar a ensayos clínicos, fármacos generados en su laboratorio  y destinados a sintonizar la respuesta inmune en enfermedades autoinmunes, inflamatorias y cáncer.
Rabinovich participó, junto con otros investigadores, en el descubrimiento de por qué el organismo de la mujer embarazada no rechaza al bebé en gestación. 
"El bebé es un semi-trasplante, porque en su carga genética y biológica corresponde una mitad a la madre y otra mitad  al padre; sin embargo, el sistema inmunológico no lo detecta como elemento extraño. Este es uno de los grandes enigmas de la naturaleza. Una de las hormonas claves del embarazo, la progesterona, estimula la producción de una proteína capaz de inhibir localmente al sistema inmune, la galectina 1".

### Destacado
El laboratorio del Dr. Gabriel Rabinovich representa un claro ejemplo  tangible del establecimiento de un nuevo paradigma que, a partir de la creación de nuevos conocimientos originales en el país, logró transferirlos a productos aplicables al tratamiento del cáncer, enfermedades inflamatorias y autoinmunes, que resultaron en la presentación y aprobación de patentes nacionales e internacionales y la fundación de una empresa de base tecnológica. Esta experiencia de medicina traslacional ha  permitido la formación de un inmenso número de recursos humanos, tesistas doctorales y de master, becarios posdoctorales e investigadores que despliegan su trabajo en instituciones públicas y  privadas, en distintas provincias de la Argentina y en otros países del mundo.

### Galtec: start-up biotecnológica
En agosto de 2023, anunció el lanzamiento de Galtec, empresa biotecnológica con inversión público-privada. Su objetivo es brindar nuevas oportunidades terapéuticas a los pacientes mediante el desarrollo de terapias innovadoras dirigidas contra el cáncer y otras enfermedades autoinmunes. Estas terapias se fundamentan en una proteína clave: la Galectina-1.

## Publicaciones seleccionadas
- Blidner, A. G., Bach, C. A., García, P. A., Merlo, J. P., Cagnoni, A. J., Bannoud, N., Manselle Cocco, M. N., Pérez Sáez, J. M., Pinto, N. A., Torres, N. I., Sarrias, L., Dalotto-Moreno, T., Gatto, S. G., Morales, R. M., Giribaldi, M. L., Stupirski, J. C., Cerliani, J. P., Bellis, S. L., Salatino, M., Troncoso, M. F., Rabinovich, G. A. (2025). Glycosylation-driven programs coordinate immunoregulatory and pro-angiogenic functions of myeloid-derived suppressor cells. Immunity, 58(6), 1553–1571.e8. https://doi.org/10.1016/j.immuni.2025.04.027
- Mariño KV, Cagnoni AJ, Croci DO, Rabinovich GA. Targeting galectin-driven regulatory circuits in cancer and fibrosis. Nature Reviews Drug Discovery. 2023 Apr;22(4):295-316. doi: 10.1038/s41573-023-00636-2.
- Bannoud N, Stupirski JC, Cagnoni AJ, Hockl PF, Pérez Sáez JM, García PA, Mahmoud YD, Gambarte Tudela J, Scheidegger MA, Marshall A, Corrie PG, Middleton MR, Mariño KV, Girotti MR, Croci DO, Rabinovich GA. Circulating galectin-1 delineates response to bevacizumab in melanoma patients and reprograms endothelial cell biology. Proceedings of the National Academy of Sciences U S A. 2023 Jan 17;120(3):e2214350120. doi: 10.1073/pnas.2214350120.
- Roldán-Montero, R., Pérez-Sáez, J. M., Cerro-Pardo, I., Oller, J., Martinez-Lopez, D., Nuñez, E., .Rabinovich, G.A* & Martin-Ventura, J. L* (*co-seniors). (2022). Galectin-1 prevents pathological vascular remodeling in atherosclerosis and abdominal aortic aneurysm. Science Advances, 8(11), eabm7322.
- Cagnoni AJ, Giribaldi ML, Blidner AG, Cutine AM, Gatto SG, Morales RM, Salatino M, Abba MC, Croci DO, Mariño KV, Rabinovich GA. Galectin-1 fosters an immunosuppressive microenvironment in colorectal cancer by reprogramming CD8+ regulatory T cells. Proceedings of the National Academy Sci U S A. 2021 May 25;118(21):e2102950118. doi: 10.1073/pnas.2102950118.
- Russo AJ, Vasudevan SO, Méndez-Huergo SP, Kumari P, Menoret A, Duduskar S, Wang C, Pérez Sáez JM, Fettis MM, Li C, Liu R, Wanchoo A, Chandiran K, Ruan J, Vanaja SK, Bauer M, Sponholz C, Hudalla GA, Vella AT, Zhou B, Deshmukh SD, Rabinovich GA, Rathinam VA. Intracellular immune sensing promotes inflammation via gasdermin D-driven release of a lectin alarmin. Nature Immunology. 2021 Feb;22(2):154-165. doi: 10.1038/s41590-020-00844-7.
- Morosi, L. G., Cutine, A. M., Cagnoni, A. J., Manselle-Cocco, M. N., Croci, D. O., Merlo, J. P.,, Mariño, K. V*, Rabinovich, G.A*. (2021). Control of intestinal inflammation by glycosylation-dependent lectin-driven immunoregulatory circuits. Science Advances, 7(25), eabf8630.
- Segovia M, Russo S, Jeldres M, Mahmoud YD, Perez V, Duhalde M, Charnet P, Rousset M, Victoria S, Veigas F, Louvet C, Vanhove B, Floto RA, Anegon I, Cuturi MC, Girotti MR, Rabinovich GA*, Hill M* (GAR y HM últimos autores) (2019). Targeting TMEM176B enhances antitumor immunity and augments the efficacy of immune checkpoint blockers by  unleashing inflammasome activation. Cancer Cell. 35:767-781.
- Lujan AL, Croci DO, Gambarte Tudela JA, Losinno AD, Cagnoni AJ, Mariño KV, Damiani MT, Rabinovich GA (2018). Glycosylation-dependent galectin-receptor interactions promote Chlamydia trachomatis infection . Proc Natl Acad Sci U S A. 115:E6000-E6009.
- Croci DO, Cerliani JP, Dalotto-Moreno T, Méndez-Huergo SP, Mascanfroni I, Dergan-Dylon S, Toscano MA, Caramelo JJ, García-Vallejo J, Ouyang J, Mesri E, Junttila MR, Bais C, Shipp M, Salatino M, Rabinovich GA. (2014). Glycosylation-dependent lectin-receptor interactions preserve angiogenesis in anti-VEGF refractory tumors. Cell. 156:744-758.
- Croci DO, Salatino M, Rubinstein N, Cerliani JP, Cavallin LE, Leung HJ, Ouyang J, Ilarregui JM, Toscano MA, Domaica CI, Croci MC, Shipp MA, Mesri EA, Albini A, Rabinovich GA. (2012). Disrupting galectin-1 interactions with N-glycans suppresses hypoxia-driven angiogenesis and tumorigenesis in Kaposi's sarcoma. J Exp Med. 209:1985-2000.
- Starossom SC, Mascanfroni ID, Imitola J, Cao L, Raddassi K, Hernandez SF, Bassil R, Croci DO, Cerliani JP, Delacour D, Wang Y, Elyaman W, Khoury SJ, Rabinovich GA. (2012). Galectin-1 deactivates classically activated microglia and protects from inflammation-induced neurodegeneration. Immunity. 37:249-263.
- Ilarregui JM, Croci DO, Bianco GA, Toscano MA, Salatino M, Vermeulen ME, Geffner JR, Rabinovich GA. (2009). Tolerogenic signals delivered by dendritic cells to T cells through a galectin-1-driven immunoregulatory circuit involving interleukin 27 and interleukin 10. Nature Immunol. 10:981-991.
- Rabinovich, G. A., & Toscano, M. A. (2009). Turning'sweet'on immunity: galectin–glycan interactions in immune tolerance and inflammation. Nature Rev Immunology, 9, 338-352.
- Blois, S. M., Ilarregui, J. M., Tometten, M., Garcia, M., Orsal, A. S., Cordo-Russo, R., Rabinovich, G.A*.. Arck, P. C* (*co-seniors), (2007). A pivotal role for galectin-1 in fetomaternal tolerance. Nature Medicine, 13(12), 1450-1457.
- Toscano MA, Bianco GA, Ilarregui JM, Croci DO, Correale J, Hernandez JD, Zwirner NW, Poirier F, Riley EM, Baum LG, Rabinovich GA. (2007). Differential glycosylation of TH1, TH2 and TH-17 effector cells selectively regulates susceptibility to cell death. Nature Immunol. 8:825-834.
- Rabinovich, G. A., Gabrilovich, D., & Sotomayor, E. M. (2007). Immunosuppressive strategies that are mediated by tumor cells. Annu. Rev. Immunol., 25, 267-296.
- Liu, F. T., & Rabinovich, G. A. (2005). Galectins as modulators of tumour progression. Nature Rev Cancer, 5, 29-41.
- Rubinstein N, Alvarez M, Zwirner NW, Toscano MA, Ilarregui JM, Bravo A, Mordoh J, Fainboim L, Podhajcer OL, Rabinovich GA. (2004). Targeted inhibition of galectin-1 gene expression in tumor cells results in heightened T cell-mediated rejection; A potential mechanism of tumor-immune privilege. Cancer Cell. 5:241-251.
- Rabinovich GA, Daly G, Dreja H, Tailor H, Riera CM, Hirabayashi J, Chernajovsky Y. (1999). Recombinant galectin-1 and its genetic delivery suppress collagen-induced arthritis via T cell apoptosis. J Exp Med. 190:385-398.
- Rabinovich, G. A., Iglesias, M. M., Modesti, N. M., Castagna,L. F., Wolfenstein-Todel, C., Riera, C. M. and Sotomayor, C. E.,Activated rat macrophages produce a galectin-1-like protein thatinduces apoptosis of T cells: Biochemical and functional charac-terization.Journal of. Immunology.1998.160:4831–4840

## Premios y distinciones
- Premio Hakomori de la International Glycoconjugate Organization (Canada, 2025)[22]
- Premio Konex de Brillante en Ciencia y Tecnología (2023)[23][24]
- Karl Meyer Lectureship Award, otorgado por la Society for Glycobiology (USA, 2022)[13]
- Premio Houssay Trayectoria en Bioquímica y Biología Molecular (2017)[25]
- Distinción Investigador de la Nación Argentina edición 2016[26]
- Premio Konex de Platino en Ciencias Biomédicas Básicas (2013)[27]
- Premio de la Academia de Ciencias para el Mundo en Desarrollo (TWAS) en Ciencias Médicas (2010)[28]
- Premio Jòven y Trayectoria de la Fundaciòn Bunge y Born. (2014)[29]
- Premio Bunge & Born Estímulo en Bioquímica (2005)
- Premio a la Consagración Científica de la Academia Nacional de Ciencias Exactas, Físicas y Naturales (2018)[30]
- Premio “Domingo Faustino Sarmiento” otorgado por el Senado de la Nación Argentina (2014)  y al equipo (2018)[31]
- Premio Bernardo Houssay Bicentenario Otorgado por el Ministerio de Ciencia, Tecnología e Innovación Productiva (2010)
- Premio Anual de la Fundación Florencio Fiorini y la Universidad del Salvador sobre Avances en Alergia e Inmunología (2008)
- The John Simon Guggenheim Memorial Foundation Fellow (2006)[32]

## Cargos Honoríficos
- Profesor visitante Universidad de Maryland (Baltimore) 2003‐presente.
- Profesor visitante Universidad de Miami (Center of Diabetes Research, Miami) 2007‐ 2010.
- Profesor visitante Dana Farber Cancer Institute (Harvard Med School, Boston) 2008- 2014.
- Profesor visitante Universidad de París. 2012‐2013.
- Distinguido como doctor honoris causa de la Universidad Nacional de Córdoba (2014), Universidad Católica de Córdoba (2016), Universidad Nacional de San Luis (2018), Universidad Caece (2018), Universidad Nacional de Mar del Plata (2019), Universidad Nacional de La Plata (2022),[33] Universidad de La Repùblica (Uruguay),[34] Universidad Nacional de Misiones,[35] Universidad Nacional de Salta, Universidad Nacional de Cuyo (Mendoza), Universidad Nacional del Litoral (2024)[36] y Universidad Nacional de La Pampa (2025).[37]